# بوکالاولا
بوکالاولا (به لاتین: Bokalawela) یک منطقهٔ مسکونی در سری‌لانکا است که در استان مرکزی (سری‌لانکا) واقع شده‌است.